# Brücke Julius-Wolff-Straße

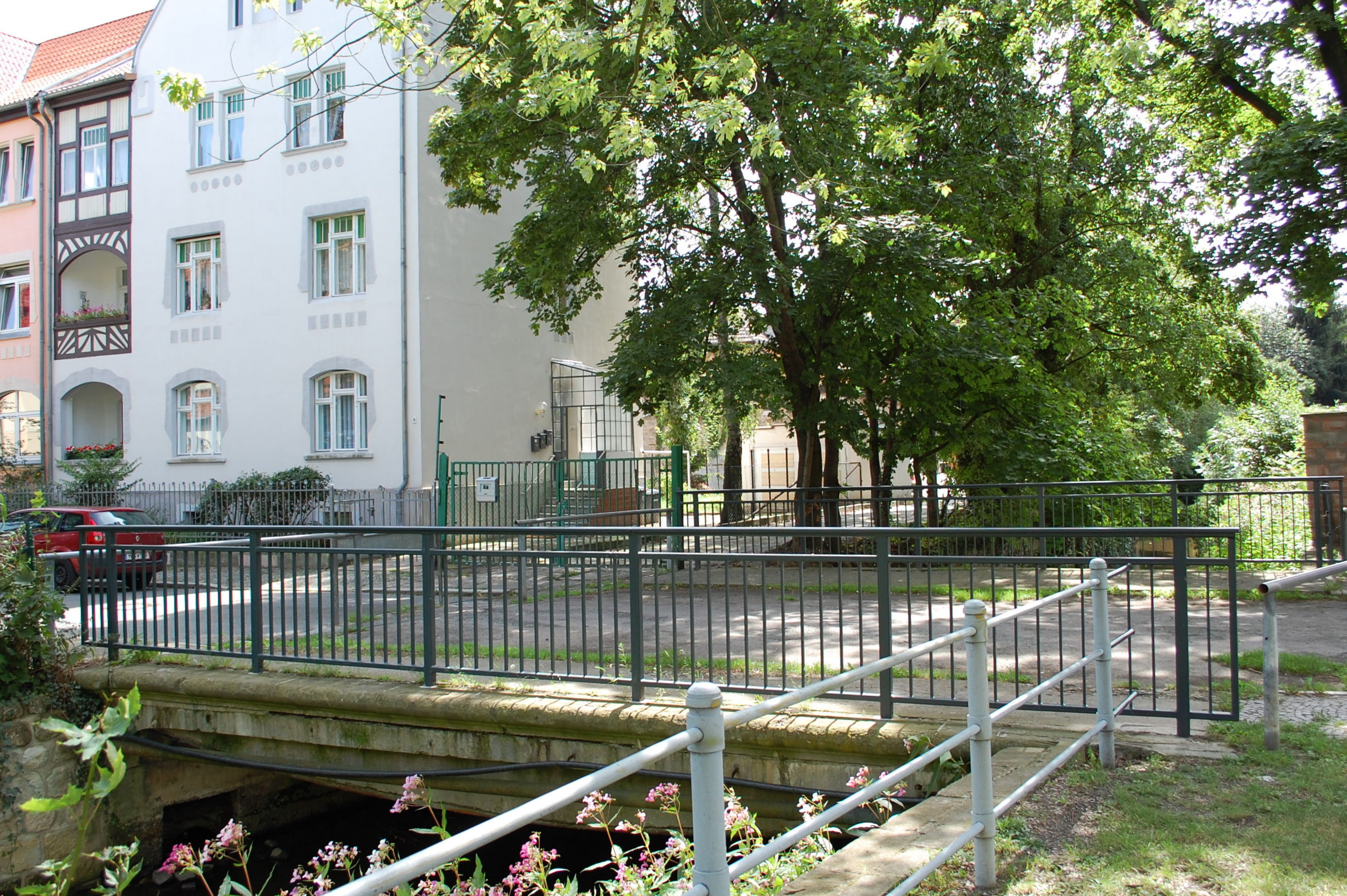
Brücke Julius-Wolff-Straße im Jahr 2012, Blick aus nordwestlicher Richtung

Die Brücke Julius-Wolff-Straße ist eine kleine Brücke in Quedlinburg in Sachsen-Anhalt.

## Lage
Die heute nur noch für Fußgänger und Radfahrer freigegebene Brücke befindet sich nördlich der historischen Quedlinburger Altstadt am westlichen Ende der Julius-Wolff-Straße. Sie überbrückt den Mühlbach hin zur Straße Gröpern. Südwestlich der Brücke befindet sich die Gröpernmühle.

## Architektur und Geschichte
Im Quedlinburger Denkmalverzeichnis (Stand 1998) ist die Brücke als Baudenkmal eingetragen. Hervorgehoben wurde hierbei ein schmiedeeisernes Brüstungsgitter aus der Zeit um 1850, welches als schön gestaltet beschrieben wurde. Derzeit (Stand 2012) ist das Gitter jedoch nicht vorhanden.